# 赵信
赵信（前2世纪—前108年），匈奴人，先以匈奴相降汉，封翕侯；后于元朔六年不敌匈奴军，复降匈奴，封为自次王。

## 生平
匈奴人，原來为匈奴部落的小首領，擔任匈奴相时归附汉朝，而被汉朝封为翕侯。
元朔二年（前127年），受车骑将军卫青指挥，攻打匈奴有功，增加封地。
汉武帝元朔六年（前123年），卫青率军征讨匈奴，赵信擔任前将军。右将军苏建，與赵信率领的3千余骑兵遇到单于的军队，大战一日有余，几乎全军覆没。于是赵信率领剩余的约8百骑兵投降匈奴。赵信投降匈奴后，单于封他为自次王，并且把自己之姐嫁他。在此后的汉朝对匈奴的作战中，赵信多次为匈奴出谋獻策。

## 延伸阅读
[在维基数据编辑]
 《史記/卷111》，出自司馬遷《史記》